# CD Cobresal
Club Deportes Cobresal, bildad 5 maj 1979, är en chilensk fotbollsklubb från gruvbyn El Salvador, i Atacamaregionen, i norra Chile. Klubben spelar för närvarande i Primera División, den högsta divisionen för fotboll i Chile. Namnet Cobresal kommer av den lokala koppargruvan och tillsammans med Cobreloa spelar lagen El Clásico del Cobre (på svenska: "Kopparklassikern"). Liksom Cobreloa kom laget till under den senare delen av 1970-talet, och precis som Cobreloa består namnet av två delar: Cobre (koppar) och sal, som står för hemstaden El Salvador i norra. Klubben vann sitt första mästerskap under säsongen 2014/2015 när man vann Torneo Clausura 2015.
Klubbens hemmaarena heter Estadio El Cobre och har totalt plats för 20 752 åskådare, vilket är nästan tre gånger så många som faktiskt bor i byn klubben kommer ifrån. I klubben har bland annat den chilenska fotbollsspelaren Iván Zamorano spelat (mellan åren 1983 och 1988, då han gjorde 31 A-lagsmatcher).

## Meriter
- Primera División de Chile:
  - Vinnare (1): 2015 Clausura

## Berömda spelare
- Rubén Martínez
- Sergio Salgado
- Cristián Tapia
- Iván Zamorano